# Елизавета Габсбург
Елизаве́та Га́бсбург (Эльжбе́та Ракушанка или Габсбуржанка; нем. Elisabeth von Habsburg; пол. Elżbieta Rakuszanka; лит. Elžbieta Habsburgaitė; около 1436, Вена — 30 августа 1505, Краков) — королева Польши, дочь императора Священной Римской империи Альбрехта II, жена Казимира IV. Её братом был Ладислав Постум. Как одна из трех наследников императора Сигизмунда, она имела серьезные права на королевства Венгрии и Богемии.

## Биография
Елизавета была дочерью Альберта II Германского (1397—1439) и его жены Елизаветы Богемской (1409—1442). Она вышла замуж 10 марта 1454 года за короля Польши и Литвы Казимира IV. Четверо из её сыновей стали королями, поэтому её также называют «матерью королей».
После смерти в 1457 году бездетного брата Елизаветы Ладислава Постума она и её семья заявили права на трон Богемии и Венгрии. Через некоторое время её старший сын получил оба трона. Её младший сын стал королём Польши и Литвы.

## Семья
Елизавета была замужем за Казимиром IV, королём Польши и Великим князем Литовским, в браке с которым у неё родились шесть сыновей:
- Владислав Ягеллон (1456—1516), король Чехии и Венгрии;
- Казимир Святой (1458—1484), наместник отца в Литве, умер молодым, канонизирован;
- Ян Альбрехт (1459—1501), наследовал отцу как король Польши;
- Александр Ягеллон (1461—1506), наследовал отцу как великий князь литовский, после смерти Яна Альбрехта также король Польши;
- Сигизмунд I (1467—1548), после смерти Александра стал королём Польши и великим князем литовским;
- Фредерик Ягеллон (1468—1503), епископ краковский, затем кардинал и архиепископ гнезненский.

А также семь дочерей, пять из которых вышли замуж за правителей стран западной Европы:
- Ядвига (1457—1502) жена с 1475 года Георга Богатого (1455—1503), герцога Ландсхут-Баварского;
- София (1464—1512) жена с 1479 года Фридриха (1460—1536), маркграфа Бранденбург-Ансбахского и Байрейта, мать Альбрехта Прусского;
- Елизавета (1465—1466/67);
- Елизавета (1472—1480/81);
- Анна (1476—1503) жена Богуслава X, герцога Померанского (1454—1523);
- Барбара (1478—1534), жена с 1496 года герцога Георга Саксонского (1471—1539);
- Елизавета (1482—1517), жена с 1515 года герцога Фридриха II Легницкого (1480—1547).